# Leonard Buczkowski
 (décembre 2024).
Si vous disposez d'ouvrages ou d'articles de référence ou si vous connaissez des sites web de qualité traitant du thème abordé ici, merci de compléter l'article en donnant les références utiles à sa vérifiabilité et en les liant à la section « Notes et références ».
Leonard Buczkowski, né le 5 août 1900 à Varsovie et mort le 19 février 1967, est un acteur, scénariste et réalisateur polonais, figure de proue du cinéma polonais d'avant et après la Seconde Guerre mondiale.

## Biographie
Leonard Buczkowski naît à Varsovie le 5 août 1900. Il débute comme acteur et metteur en scène du théâtre. Il combat pendant la Première Guerre mondiale comme pilote. Il est ensuite assistant le réalisateur Wiktor Biegański, puis met en scène son premier film, Les Déments, très bien reçu par la critique. Son film suivant, Escadre étoilée, sur le groupe de pilotes américains de l'escadrille Kościuszko qui ont combattu dans les rangs de l'armée polonaise dans les années 1918-1920 pendant la guerre polono-bolchevique, est le film polonais le plus cher d'avant la guerre. Largement distribué à l'international après sa première polonaise, il tombe dans les oubliettes après la Seconde Guerre mondiale car tous ses copies sont emportées ou détruites par les Russes après 1945.
Après la guerre, Buczkowski réalise Chansons interdites (1946). Il est également le metteur en scène de la première comédie polonaise d'après-guerre - Une chaumière et un cœur (Skarb, 1948). En 1954, il réalise le premier film de couleur polonais Aventure à Mariensztat, l’une des productions les plus emblématiques du réalisme socialiste. Cette comédie musicale raconte l’histoire du jeune maçon qui participe activement à la reconstruction de la capitale polonaise, Varsovie. 
Son court métrage Entre les mains des paysans est arrêté par la censure.
En 1962 et signe une plaisante évocation des amours de Marie (Walewska) et Napoléon dans son dernier film. 
Leon Buczkowski est décédé à Varsovie, le 19 février 1967.

## Filmographie partielle
- 1928 : Les Déments (Szaleńcy)
- 1930 : Escadre étoilée
- 1932 : Szyb L-23
- 1935 : Rapsodie de la Baltique
- 1936 : Wierna rzeka
- 1936 : Le Manoir hanté (Straszny dwór), adaptation de l'opéra de Stanisław Moniuszko
- 1938 : Florian d'après le roman éponyme de Maria Rodziewiczówna
- 1939 : Le Nègre blanc (Biały Murzyn) d'après le roman de Michał Bałucki
- 1939 : Testament doktora Wilczura
- 1945 : Lodz 1939-1945, documentaire
- 1946 : Chansons interdites (Zakazane piosenki)
- 1948 : Une chaumière et un cœur (Skarb)
- 1950ː : Les Vaillants du Ciel (Pierwszy start)
- 1953 : Aventure à Mariensztat (Przygoda na Mariensztacie)
- 1955 : Le Cas du pilote Maresza (Sprawa pilota Maresza)
- 1957 : Un été pluvieux (Deszczowy lipiec)
- 1959 : Orzeł
- 1961 : Le Temps passé (Czas przeszły)
- 1963 : La Gamine (Smarkula)
- 1964 : Le Vol interrompu (Przerwany lot)
- 1966 : Marysia et Napoleon